# Hedvig Eleonora fattighus församling
Hedvig Eleonora fattighus församling var en församling i nuvarande Stockholms stift i nuvarande Stockholms kommun. Församlingen uppgick 1872 i Sabbatsbergs fattighus församling.

## Administrativ historik
Församlingen bildades 1749 genom en utbrytning ur Hedvig Eleonora församling och uppgick 1872 i Sabbatsbergs fattighus församling.